# متحف العرف والتقاليد
متحف العرف والعادات الماليزي (باللغة الماليزية أو الملايو: Muzium Adat Istiadat) أو متحف Alor Gajah (الملايو: Muzium Alor Gajah) هو متحف في ملقا بماليزيا.

## التاريخ
تم بناء المتحف في عام 1989 وفي 19 أكتوبر 1990. تولى إدارة المتحف رئيس وزراء مدينة ملقا رحيم ثامبي شيك والذي بدوره كان تحت إدارة مجلس بلدية ألور جاجاه. تم نقل المتحف بعد ذلك إلى شركة متاحف ملقا وأطلق عليه اسم متحف العرف والعادات.

## الهندسة المعمارية
يميز المتحف طابع العمارة السكنية الماليزية التقليدية.

## المعارض
يعرض المتحف القطع الأثرية والأنشطة الاجتماعية والاقتصادية للأقلية والذي بدوره يركز على تاريخ منطقة ألور غاجاه التي تضم سيرة مختلف الشخصيات البارزة في المنطقة وكذلك العادات والتقاليد لاسيما في حفل زفاف الملايو.

### معرض الطابق الأرضي - مقدمة عن العادات
يوفر هذا المعرض نظرة عامة على العادات الماليزية وتعريفها، وكذلك مختلف السباقات في ماليزيا والعادات والممارسات الخاصة بكل منها.

### معرض المستوى الأول - دورة الحياة
يعرض العادات والممارسات المتعلقة بدورة حياة الإنسان والتي تشمل المواليد والزواج والموت والأنشطة الاقتصادية، فضلاً عن الممارسات للمجتمع الماليزي، وكذلك الموسيقى باعتبارها تجسيدًا للعادات.

### معرض المستوى الثاني - التقليد الفكري أو الحكومة والسلطة
يعرض هذا المستوى الأنشطة الفكرية للشعب بالإضافة إلى لمحة عن الحكومة الملكية.

### معرض المستوى الثالث - عادات برباتيه
شريحة خاصة تعرض عادة الهجرة المؤقتة لمجتمع مينانغ وقدسية أدات بيرباتيه داخل الهيكل الاجتماعي.

## المرافق الأخرى للمتحف
1. خدمات مكتبة.
2. مواقف للسيارات.
3. مسارح صغيرة.
4. جولات ميدانية مصحوبة بمرشدين، بناء على إشعار مسبق.

## ساعات الزيارة
يفتح يوميًا من الساعة 9:00 صباحًا إلى 5:00 مساءً.

## رسوم الدخول
مجاني

## جولات سياحية
يوجد جولات مجانية مع مرشد سياحي لمدة ساعة واحدة. الحجز مطلوب للمجموعات والمجموعات المدرسية.

## وسائل النقل
بالحافلة: خط المدينة من المحطة 1، سيريمبان إلى كوالا كلاوانج